# Pankreas-Amylase
Mit Pankreas-Amylase (Amy2, Amy-P) werden zwei Isoformen der menschlichen α-Amylase bezeichnet, demjenigen Enzym, das Polysaccharide wie Stärke in kleinere Oligosaccharide wie Maltose hydrolysiert (spaltet). Die Pankreas-Amylase wird in den Azinuszellen der Bauchspeicheldrüse (Pankreas) gebildet und in den Verdauungstrakt ausgeschüttet. Im Normalfall gelangt nur ein kleiner Teil dieses Enzyms ins Blut. Die Gene für die beiden Isoformen heißen AMY2A und AMY2B. Die anderen drei Isoformen des Enzyms heißen Speichel-Amylase.

## Katalysierte Reaktion
(n groß) ⇒

⇒  (n klein) +

+  (n klein) + …
Poly-D-Glucose wird zerkleinert bis nur noch Maltose und Maltotriose vorhanden ist. Das Enzym ist außerdem in der Lage, mit 1-6-verzweigten Zuckerketten (Amylopectin) umzugehen; die zusätzlichen Endprodukte sind Limit-Dextrine.

## Labordiagnostik
In der Labordiagnostik wird die Aktivität der Pankreas-Amylase aus Heparin-Plasma oder Blutserum bei der Abklärung von Oberbauchschmerzen, speziell zur Diagnose einer akuten Pankreatitis gemessen.
Die Bestimmung der Pankreas-Amylase bei chronischer Pankreatitis und bei Pankreastumoren ist nicht sehr sensitiv, d. h. der Wert ist oft trotz Erkrankung unterhalb des Referenzbereiches.

### Präanalytik
Das Enzym benötigt Calcium für seine Funktion. EDTA-Plasma oder Citrat-Plasma sind deshalb für die Bestimmung nicht geeignet.
In Vollblut ist das Enzym vier Tage stabil, in Plasma eine Woche. Bei −20 °C sind die Proben ein Jahr haltbar.
Bei den aktuellen Testmethoden wird etwa 3 % Speichel-Amylase mitbestimmt. Diese findet man in Speichel und Schweiß, mit denen das Probenmaterial auf keinen Fall verunreinigt sein darf.
Referenzbereich für Messungen bei 37 °C nach IFCC
| Serum, Plasma | <53 U/l |

### Interpretation
Bei einer akuten Pankreatitis steigt die Pankreasamylase 2-12 Stunden nach Einsetzen der Schmerzen über 150 U/l an.
Die Plasmahalbwertszeit beträgt 9-18 Stunden, d. h. bereits nach 1-2 Tagen sinkt die Aktivität im Plasma wieder unter den Referenzbereich von 53 U/l.

### Bemerkungen
Es besteht kein Zusammenhang zwischen der Schwere der Erkrankung und der Höhe der Enzymaktivität im Plasma. Die Bestimmung ist deshalb nur für die Diagnose, nicht aber für den Verlauf oder die Prognose geeignet.
Die Masse des Enzyms beträgt nur 50 kDa. Es ist das einzige Enzym in der Labordiagnostik, das über die Niere ausgeschieden und deshalb auch im Urin bestimmt werden kann. Entsprechend findet man bei Niereninsuffizienz erhöhte Werte.
Bei bis zu drei Prozent der Bevölkerung findet man sogenannte Makroamylase, die aufgrund ihrer Größe nicht renal ausgeschieden wird und deshalb eine Erhöhung der Amylase im Plasma ohne Pankreaserkrankung bewirkt. Diese Form der Amylase ist ungefährlich, kann aber die Interpretation der Laborresultate erschweren. Eine erhöhte Pankreas-Amylase im Blut bei normaler Pankreas-Amylase im Urin deutet auf Makroamylase hin. Eine weitere Ursache ohne Krankheitswert für eine erhöhte Amylase kann das Gullo-Syndrom sein.
Bei Verwendung von Plasmaexpandern mit Hydroxyäthylstärke bilden sich ebenfalls große Komplexe aus Amylase und dem Polysaccharid was zu einer Erhöhung der Amylaseaktivität führt.
Bei Verwendung von Plasmaexpandern mit Dextran 70 kann der Test zu tiefe Resultate ergeben. In solchen Fällen muss die Lipase bestimmt werden.